# Querbachshof

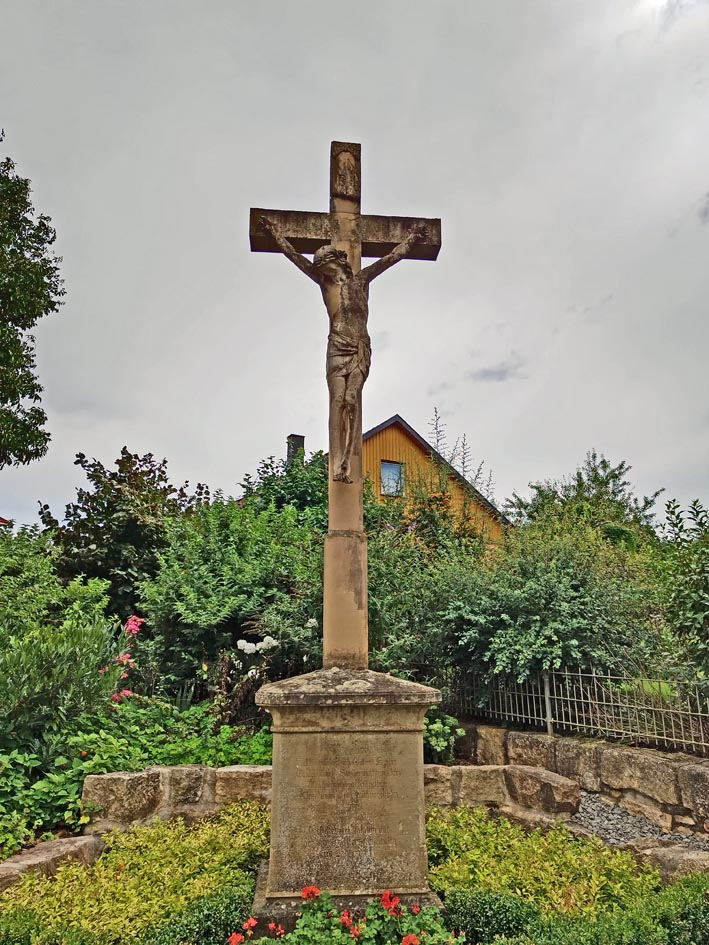
Steinkreuz bei Haus Nr. 8

Querbachshof ist ein Gemeindeteil der Gemeinde Hohenroth im unterfränkischen Landkreis Rhön-Grabfeld in Bayern. Querbachshof liegt in der Gemarkung Leutershausen.

## Geografie
Der Weiler liegt südlich der Brend. Eine Gemeindeverbindungsstraße führt nach Windshausen zur Kreisstraße NES 8 (1,5 km westlich) bzw. die NES 8 kreuzend nach Bad Neustadt an der Saale zur Staatsstraße 2445 (3,5 km südöstlich). Eine weitere Gemeindeverbindungsstraße führt nach Leutershausen zur NES 8 (1,3 km südlich).

## Geschichte
Der Ort wurde 1536 erstmals urkundlich erwähnt. Die Voit von Salzburg, dem Ritterkanton Rhön-Werra zugehörig, waren im Ort die Grundherren. 1795 veräußerten sie ihren Besitz an die Familie Lochner.
Mit dem Gemeindeedikt (frühes 19. Jahrhundert) wurde Querbachshof der neu gebildeten Ruralgemeinde Leutershausen zugewiesen. Im Zuge der Gebietsreform in Bayern wurde Querbachshof am 1. Juli 1972 in die Gemeinde Hohenroth eingegliedert.

## Baudenkmäler
- Haus Nr. 4: Ehemaliges Bauernhaus
- Haus Nr. 7: Bauernhof
- Steinkreuz